# Катэн
Катэ́н (устар. Кетын) — река в России в районе имени Лазо Хабаровского края. Один из наиболее крупных притоков реки Хор (бассейн Уссури). Длина — 193 км. Площадь водосборного бассейна — 3910 км².
Река берёт начало на склонах восточных отрогов горы Ко.
Подъём уровня воды в реке происходит во второй половине апреля, достигая максимума в мае.
Основные притоки: Малый Катэн, Сагдзы, Коломи, Ко.
Код водного объекта — 20030700512118100063783.

## Населённые пункты
- Солонцовый (п. б.) — в среднем течении, при впадении справа реки Ко.
- Катэн (л. б.) — примерно в 25 км до устья.
- Катэн впадает в Хор слева примерно в 25 км ниже посёлка Среднехорский.